# تپه شوربلاغ
تپه شور بلاغ مربوط به دوره اشکانیان - دوران‌های تاریخی پس از اسلام است و در شهرستان جوانرود، بخش روانسر، روستای شوربلاغ واقع شده و این اثر در تاریخ ۲۳ شهریور ۱۳۸۲ با شمارهٔ ثبت ۱۰۱۲۳ به‌عنوان یکی از آثار ملی ایران به ثبت رسیده است.